# Cymru Alliance 1990–91
Cymru Alliance 1990–91  là mùa giải đầu tiên của Cymru Alliance từ khi thành lập vào năm 1990. Đội giành chức vô địch là Flint Town United.

## Bảng xếp hạng
| XH | Đội                   | Tr | T  | H | T  | BT | BB | HS  | Đ  |
| -- | --------------------- | -- | -- | - | -- | -- | -- | --- | -- |
| 1  | Flint Town United (C) | 26 | 22 | 1 | 3  | 77 | 24 | +53 | 67 |
| 2  | Caersws               | 26 | 19 | 3 | 4  | 66 | 26 | +40 | 60 |
| 3  | Connah's Quay Nomads  | 26 | 16 | 3 | 7  | 54 | 36 | +18 | 51 |
| 4  | Lex XI                | 26 | 14 | 6 | 6  | 59 | 41 | +18 | 48 |
| 5  | Conwy United          | 26 | 12 | 6 | 8  | 54 | 34 | +20 | 42 |
| 6  | CPD Porthmadog        | 26 | 12 | 5 | 9  | 65 | 40 | +25 | 41 |
| 7  | Welshpool Town        | 26 | 11 | 7 | 8  | 54 | 40 | +14 | 40 |
| 8  | Mostyn Town           | 26 | 8  | 7 | 11 | 37 | 60 | −23 | 31 |
| 9  | Holywell Town         | 26 | 6  | 6 | 14 | 29 | 40 | −11 | 24 |
| 10 | Llanidloes Town       | 26 | 6  | 6 | 14 | 24 | 51 | −27 | 24 |
| 11 | Carno                 | 26 | 7  | 2 | 17 | 26 | 56 | −30 | 23 |
| 12 | Mold Alexandra        | 26 | 6  | 5 | 15 | 27 | 66 | −39 | 23 |
| 13 | Gresford Athletic     | 26 | 4  | 8 | 14 | 28 | 53 | −25 | 20 |
| 14 | Penrhyncoch           | 26 | 4  | 5 | 17 | 27 | 59 | −32 | 17 |

Nguồn: Cymru Alliance
Quy tắc xếp hạng: 1. Điểm; 2. Hiệu số bàn thắng; 3. Số bàn thắng.
(VĐ) = Vô địch; (XH) = Xuống hạng; (LH) = Lên hạng; (O) = Thắng trận Play-off; (A) = Lọt vào vòng sau. 
Chỉ được áp dụng khi mùa giải chưa kết thúc: 
(Q) = Lọt vào vòng đấu cụ thể của giải đấu đã nêu; (TQ) = Giành vé dự giải đấu, nhưng chưa tới vòng đấu đã nêu.